# Victoria Velásquez
Ninosca Victoria Risbjerg Velásquez (født 18. juli 1991 i København) er en dansk politiker og medlem af Folketinget for Enhedslisten siden 2019. Hun er Erhvervs-, Finans- og Skatteordfører. Velásquezs mor er født i Nicaragua.
Hun har været medlem af Enhedslisten og Socialistisk UngdomsFront siden 2008. 

## Karriere
Victoria Velásquez gik på Avedøre Gymnasium fra 2007 til 2010, og var i gymnasietiden involveret i politik som bl.a. elevrådsformand og ungdomsfomand i HK. Hun blev Cand.soc. i arbejdsstudier og socialvidenskab fra Roskilde Universitet i 2017. Hun har arbejdet som Elevrådskonsulent i Landssammenslutningen af Handelsskoleelever fra 2011-2014, efterfølgende som kampagnekonsulent for Prosa (fagforening) fra 2014-2016, og senere for HK/Danmark fra 2016, først som Ungdomsorganiser og derefter Organiserings og Udviklingskonsulent.
Victoria Velásquez var aktiv i valgkampen i 2007 for Enhedslisten, hvor hun også startede en lokalgruppe i Hvidovre for Socialistisk UngdomsFront. I 2009 var hun kandidat til kommunalvalget og i 2011 var hun folketingskandidat i Københavns Omegn, hvor hun fik 4. flest stemmer for Enhedslisten. Hun var i 2014 kandidat til Europa-Parlamentet for Folkebevægelsen mod EU,, var ved valget i 2015 folketingskandidat for Enhedslisten for Københavns Storkreds og blev efter valget i 2015 folketingskandidat for Enhedslisten for Fyns Storkreds og blev det folketingsmedlem for Enhedslisten på landsplan med 4. flest stemmer. Internt i partiet har Victoria Velasquez også en høj opbakning, hvor hun er nummer 3 i partiets interne urafstemning. 
Ved Folketingsvalget 2019 blev hun valgt ind for Enhedslisten i Fyns Storkreds hvor hun var opstillet som nr 1. Efter Folketingsvalget blev hun Beskæftigelses-, Erhvervs- og Europarådsordfører, hvor hun er medlem af Europarådets Parlamentariske forsamling.
Velásquez er opstillet til Europa-Parlamentsvalget 2024 i Danmark, men har på forhånd sagt at hun ikke ønsker at forlade Folketinget for at blive medlem af Europa-Parlamentet.